# 潘布魯克 (印第安納州)
潘布魯克（英語：Pembroke）是位於美國印地安納州牛頓縣的一個非建制地區。該地的面積和人口皆未知。

## 歷史
這個社區名稱有可能來自英國威爾士的潘布魯克。